# 평양의 비밀지령
평양의 비밀지령은 1977년 개봉한 대한민국의 영화이다.

## 배역
- 신성일
- 이인옥
- 고미순
- 최봉
- 김기주
- 최무웅
- 박동룡
- 안진수
- 한명환
- 정혜선